# Colgate (West Sussex)
Colgate – wieś w Anglii, w hrabstwie West Sussex, w dystrykcie Horsham. Leży 47 km na północny wschód od miasta Chichester i 48 km na południe od Londynu. W 2001 miejscowość liczyła 1119 mieszkańców.